# Georges Buchard
Georges Buchard (Harfleur, 21 de diciembre de 1893-Ruan, 22 de enero de 1987) fue un deportista francés que compitió en esgrima, especialista en la modalidad de espada.
Participó en cuatro Juegos Olímpicos de Verano entre los años 1924 y 1936, obteniendo en total seis medallas: oro en París 1924, dos platas en Ámsterdam 1928, oro y plata en Los Ángeles 1932 y bronce en Berlín 1936. Ganó seis medallas en el Campeonato Mundial de Esgrima entre los años 1927 y 1935.

## Palmarés internacional
| Juegos Olímpicos   | Juegos Olímpicos             | Juegos Olímpicos  | Juegos Olímpicos   |
| Año                | Lugar                        | Medalla           | Prueba             |
| ------------------ | ---------------------------- | ----------------- | ------------------ |
| 1924               | París (Francia)              | Medalla de oro    | Espada por equipos |
| 1928               | Ámsterdam (Países Bajos)     | Medalla de plata  | Espada individual  |
| 1928               | Ámsterdam (Países Bajos)     | Medalla de plata  | Espada por equipos |
| 1932               | Los Ángeles (Estados Unidos) | Medalla de oro    | Espada por equipos |
| 1932               | Los Ángeles (Estados Unidos) | Medalla de plata  | Espada individual  |
| 1936               | Berlín (Alemania)            | Medalla de bronce | Espada por equipos |
| Campeonato Mundial |                              |                   |                    |
| Año                | Lugar                        | Medalla           | Prueba             |
| 1927               | Vichy (Francia)              | Medalla de oro    | Espada individual  |
| 1931               | Viena (Austria)              | Medalla de oro    | Espada individual  |
| 1933               | Budapest (Hungría)           | Medalla de oro    | Espada individual  |
| 1933               | Budapest (Hungría)           | Medalla de plata  | Espada por equipos |
| 1934               | Varsovia (Polonia)           | Medalla de oro    | Espada por equipos |
| 1935               | Lausana (Suiza)              | Medalla de oro    | Espada por equipos |